# (21544) Hermainkhan
(21544) Hermainkhan (1998 QL33) – planetoida z pasa głównego asteroid okrążająca Słońce w ciągu 4,02 lat w średniej odległości 2,53 j.a. Odkryta 17 sierpnia 1998 roku.